# 椿ゆきこ
田口 由紀子（たぐち ゆきこ、1970年6月5日 - ）は、長崎県出身の女優。旧芸名は、椿 ゆきこ。身長168cm。体重49kg。リガメントを経て現在はMSエンタテインメントプロダクツ所属。
以前は会社員を経て、モデルとして活動していた。

## 出演作品

### 映画
- Quartet カルテット（2001年）
- 銀の男 六本木伝説（2002年）
- コードネーム・スペア（2007年）
- ワラライフ!!（2010年） - 雑誌の表紙モデル 役
- マイ・バック・ページ（2011年）
- ウルトラマンサーガ（2012年） - 子供たちの親 役[3]
- BRAVE HEARTS 海猿（2012年）
- お元気ですか？（2016年） - 横田美由紀役
- さいごのわがまま（2017年） - 鈴川紘子役
- この世はありきたり（2018年） - 母親役
- 脂肪の塊（2018年）
- あの群青の向こうへ（2018年） - 神狩真紀子役
- 東京アディオス（2019年） - 刑事役
- 女囚霊（2023年）[4]

### テレビ
- 赤川次郎ミステリー 4姉妹探偵団（ホールスタッフ）
- 演歌の女王（演歌歌手）
- Cafe吉祥寺で（客）
- 緊急スペシャル 救命病棟24時〜救命医・小島楓〜（小島楓の友人）
- コールセンターの恋人（受注係）
- 絶対零度 〜特殊犯罪潜入捜査〜
- Dinner
- 日曜劇場 誰よりもママを愛す
- ハードナッツ!〜数学girlの恋する事件簿〜
- ブラッディ・マンデイ（娼婦）
- 街占師 〜北白川晶子の事件占い〜（ホステス）
- 松本清張特別企画・顔（舞台女優）
- 花咲舞が黙ってない（田中幸子）
- CRISIS 公安機動捜査隊特捜班（2017年） ‐ 西尾峯子

### バラエティ
- 午後は○○おもいッきりテレビ・「スター・死の淵からの生還」
- カスペ! 緊急特番!! みのもんた通帳を守る100の方法（愛人）
- 行列のできる法律相談所・「裁かれる団地妻」（西園寺マリ）
- ザ・決断!スペシャル〜命をかけたあの一瞬〜ハンセン病訴訟（看護婦）
- 空飛ぶ!ネプTビビ
- たったひとりの反乱（被害者の娘）
- 中居正広の金曜日のスマたちへ（ヘアメイク係）
- プロ野球戦力外通告・クビを宣告された男達（クラブのママ）
- ヘアショー
- モクスペ 奇跡の生還!! 九死に一生スペシャル〜沈没船長、海底24メートルからの生還〜（船長の姉）

### Vシネマ
- ご無沙汰スペシャル2
- ザ・ガマン
- 実録 最後の愚連隊
- 修羅のみち
- 疵5-地の鎮魂歌-
- Dのゲキジョー 〜運命のジャッジ〜

### 舞台
- ONI
- 最期の時
- 桜吹雪の舞う季節に
- シャルム商会・ウエディングショー
- ヒーローなんかいらない!
- まぼろしの市街戦
- Re:愛が欠けると

### CM
- ANY CALL
- マチュリタ
- SMBC日興証券（2001年）
- ボス（2008年）
- UGA着メロ工房（2009年）
- リフレ「薔薇の滴」（2011年 ）
- マクドナルド「ハッピーセット」 母親役 （2012年）
- ノートン「オマモリー」クラブのママ役 （2012年）
- ジョンソン・エンド・ジョンソン（2012年）
- キリンビール(一番搾り)
  - 「鈴木亮平　お待たせ篇」（2017年）
  - 「鈴木亮平　桜篇」（2018年）

### VP
- アムウェイ
- フィリップモリス

### ラジオ
- トヨタプレゼンツ 秋元康のドラマティックドライブ〜いつも誰かと〜

### WEB
- ハドソン（2010年）
- 三井のリハウス（2012年）
- マイナビ「マイナビ賃貸・旅立つ娘編」- 母親役（2017年）
- アフロディーテ（2017年）
- サッポロ一番「みそ派塩派大論争」（2019年）
- イオンカード（2020年）